# Calbourne, Newtown and Porchfield
Calbourne, Newtown and Porchfield är en civil parish i Storbritannien.   Den ligger i grevskapet Isle of Wight och riksdelen England, i den södra delen av landet, 130 km sydväst om huvudstaden London. Calbourne, Newtown and Porchfield ligger på ön Isle of Wight.